# Corona (Maidenhead)
Corona is een Brits historisch merk van motorfietsen
De bedrijfsnaam was: Corona Cycle Co., Maidenhead.
Dit was een Engelse fietsenfabriek die vanaf 1901 een kleine productie had met Minerva-, Clément- en diverse Engelse inbouwmotoren. Dit waren dan in licentie gebouwde kopieën van de oorspronkelijke motorblokken. De productie werd in 1904 beëindigd.